# Глеђ
Глеђ или цаклина (лат. substantia adamantina s. enamelum) је чврсто минерално ткиво, које прекрива дентин у пределу анатомске круне зуба. Садржи 4-6% органских и 94-96% неорганских материја, и најбоље је развијена на гризној површини. То је најтврђи део зуба и најтврђе ткиво у организму уопште, управо због високог садржаја минералних материја.

## Формирање и матурација
Глеђ стварају посебне епителне ћелије назване амелобласти. Продукција глеђног матрикса почиње након иницијалне минерализације дентинског матрикса, а врше је проксимални делови амелобласта. Када се створи довољна количина глеђи амелобласти инволирају и стварају танак органски покривач, тзв. глеђну кошуљицу (лат. cuticula dentis), која има улогу да заштити глеђ од околног везивног ткива и да омогући несметано ницање зуба. Стварање глеђи је ритмички неуједначен процес, услед чега долази до стварања слојева у њеној структури. Сазревање овог дела зуба се одиграва пре ерупције, али и две године након његовог ницања, тако да пљувачка са својим јонима игра значајну улогу у одређивању коначног квалитета глеђи. Након завршене матурације глеђ постаје потпуно ацелуларна, неваскуларизована и неинервисана творевина, која ипак путем размене јона умерено комуницира са околном средином.

## Састав
Глеђ се састоји из два дела: формираног и неформираног.
Формирани део чине густо збијене шестоугаоне глеђне призме, промера 3-6μm, тј. велики кристали калцијумхидроксиапатита за који су везани јони карбоната, Mg, Na, K итд. Призме се протежу радијално од границе са дентином до слободне површине глеђи и идући ка површини њихов промер се повећава.
Неформирани део чини лепљива интерпризматична супстанца (матрикс), која повезује глеђне призме. Њена дебљина износи око 1μm. Органски матрикс чини само 1% укупне масе глеђи, а гради га фина мрежа веома чврстих и готово потпуно нерастворљивих протеинских влакана (сличних кератину косе).
Захваљујући свом саставу, глеђ је веома отпорна на дејство ензима, киселина и осталих корозивних материја и представља прву и главну линију одбране зуба од каријеса.

## Боја глеђи
Глеђ је транслуцентна (делимично провидна), тако да боја зуба (која варира од жућкасте до светлосиве и беличастоплаве) зависи од боје дентина и провидности глеђи. Што је глеђ мање провидна то су зуби бељи, а на транслуценцију утичу дебљина, густина, степен калцификације и хомогеност глеђи.
Млечни зуби су обично бељи од сталних, управо због веће дебљине глеђи. Боја зуба је важна и са клиничког аспекта, јер промена колоритета може да укаже на разне патолошке процесе у зубу.